# Kościół św. Bonifacego w Ixelles
Kościół św. Bonifacego w Ixelles – świątynia położona w gminie miejskiej Ixelles w Belgii, wzniesiona w latach 1846-1849 w formie trójnawowego kościoła halowego; jeden z pierwszych budynków w Brukseli w stylu neogotyckim.